# 水前寺公園停留場
水前寺公園停留場（すいぜんじこうえんていりゅうじょう）は、熊本県熊本市中央区水前寺公園、出水一丁目にある熊本市交通局（熊本市電）の電停。停留所番号は18。A系統・B系統が停車する。水前寺公園は当電停より200mの距離にある。

## 利用可能な路線
熊本市交通局
- 水前寺線 - ■A系統・■B系統
- 健軍線 - ■A系統・■B系統

## 歴史

### 年表
- 1924年（大正13年）8月1日：水前寺線・水道町 - 水前寺間開通と共に「水前寺成趣園」入口前に初代の水前寺電停開業。
- 1945年（昭和20年）5月6日：健軍線開業にともない水前寺電停を移設。
- 時期不明：水前寺公園停留場に改称。

### 停留場名の由来
周辺の地名にちなむ。平安時代末期まで存在した寺である水前寺および江戸時代の大名庭園、水前寺成趣園が由来。

## 停留場構造
相対式2面2線である。横断歩道を渡ってアクセスする。車椅子対応である。
| のりば | 路線           | 方向 | 行先                                                 |
| ------ | -------------- | ---- | ---------------------------------------------------- |
| 西側   | ■A系統         | 上り | 新水前寺駅前・通町筋・辛島町・熊本駅前・田崎橋方面   |
| 西側   | ■B系統         | 上り | 新水前寺駅前・通町筋・辛島町・本妙寺入口・上熊本方面 |
| 東側   | ■A系統・■B系統 | 下り | 動植物園入口・健軍町方面                             |

## 利用状況
| 1日乗降人員推移 | 1日乗降人員推移 |
| 年度            | 1日平均人数     |
| --------------- | --------------- |
| 2011年          | 1,280           |
| 2012年          | 1,163           |
| 2013年          | 1,129           |
| 2014年          | 1,379           |
| 2015年          | 1,510           |

## 停留場周辺

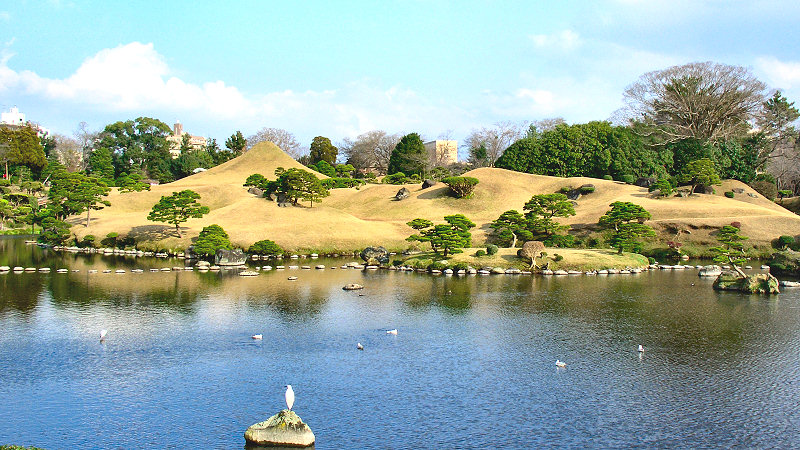
水前寺成趣園

北側には観光客向けの商店、南側には住民の向けの商店が点在している住宅街である。
- 水前寺成趣園（国指定名勝および史跡、水前寺公園）
- 出水神社（いずみじんじゃ、水前寺成趣園内）
- 出水ふれあい通り（商店街）
- 熊本東警察署水前寺公園交番
- 熊本国府高等学校
- 熊本市立出水小学校
- 水前寺共済会館グレーシア
- 九州記念病院
- 天理教熊本教務支庁
- 九州労働金庫熊本支店
- グロースンドリーム本社
- 水前寺廃寺跡（熊本市指定史跡）
- 肥後国分寺跡塔心礎並びに礎石（熊野神社内 熊本市指定史跡）
- 水前寺コンフォートホテル（コンフォートホテルとは無関係）

## バス路線

### 水前寺公園前県立図書館入口
路線バス
- 産交バス - 東4・5・7・8、県14～18・20・21・24・25、西4・6・7・10・12、野3・6、川1・11、京4系統及び桜町BT・熊本駅・西部車庫行き
- 熊本バス - 東11、県26～28、川1系統
- 熊本電鉄バス - 県33～35系統、北1・5・9系統（いずれも本数少。平日朝夕の通勤時間帯のみの運行で桜町BT方面には停車しない）
- 熊本都市バス - 県1～3・5～7・11・12、東3・駅5・上1・京1系統

高速バス（「水前寺公園前」標記となる）
- 福岡行き：ひのくに号 - 西日本鉄道と共同運行、座席定員制
  - 植木IC・広川・筑紫野経由及びスーパーノンストップ 福岡（天神・博多駅方面）行き
  - 植木IC・広川・久留米IC・筑紫野経由 福岡空港行き（各停）
- 北九州（小倉駅・砂津）行き：ぎんなん号
- 長崎(長崎駅・中央橋)行き：りんどう号 - 長崎県営バス（長崎県交通局）と共同運行
- 佐世保(佐世保バスセンター・ハウステンボス)行き：さいかい号 - 西肥バスと共同運行
- 宮崎(宮交シティ・宮崎駅)行き：なんぷう号 - 宮崎交通と共同運行
- 鹿児島(鹿児島中央駅・鹿児島本港)行き：きりしま号 - 鹿児島交通・南国交通と共同運行
- 大分(トキハ前・大分県庁正門前)行き：やまびこ号 - 大分バスと共同運行、座席定員制
- 延岡(延岡駅前バスセンター)行き：たかちほ号 - 宮崎交通と共同運行、座席定員制
- 人吉(人吉営業所・多良木駅)行き：ひとよし号 - 座席定員制

連絡（快速）バス（「水前寺公園前」標記となる）
- 熊本空港リムジンバス（空1系統）
- 熊本空港経由(高森中央)行き：たかもり号

### 水前寺公園前
出水ふれあい通り側に位置する。
- 熊本バス - 東2・9系統
- 熊本都市バス - 東1・南1・子2・子3系統

## 隣の停留場
熊本市交通局
■A系統・■B系統（水前寺線・健軍線）
（水前寺線）国府電停 (17) - 水前寺公園電停 (18) - （健軍線）市立体育館前電停 (19)